# 鹿島橋 (阿武隈川)
鹿島橋（かしまばし）は、福島県白河市にある道路橋である。

## 概要
- 全長：157.94 m
- 幅員：6.6 m[1]
- 形式：鋼活荷重合成桁橋
- 施工：川田工業[2]
- 竣工：1962年

鹿島側道橋
- 全長：157.9m
- 幅員：3.8m
- 竣工：1990年

白河市街地南東部にて一級水系阿武隈川を渡り、福島県道139号母畑白河線を通す。北詰は大鹿島字前、南詰は中田、南中川原に位置する。現在の橋梁は当地にかけられたものとしては3代目にあたるもので、1962年に架設された鋼活荷重剛性鈑桁橋であり、橋上は上下対向2車線で供用されている。1990年には上流側である上り線側に歩行者安全性向上のため人道橋として鹿島側道橋が架設された。橋のすぐ下流側は市内有数の白鳥飛来地として知られ、北側の近隣には白河鹿嶋神社が鎮座し、福島交通路線バス鹿島橋停留所が設置されている。

## 沿革
- 1915年9月 - 初代橋梁が架設される[4]。

延長：45.5m
幅員：2.7m
- 1930年 - 2代目となる橋梁が架設される[5]。
- 1962年 - 3代目となる現在の橋梁が架設される。
- 1990年 - 上り線側に鹿島側道橋が架設される。

## 周辺
- 白河鹿嶋神社
- 福島県道11号白河石川線

## 隣の橋
（上流側）JR東北本線阿武隈川橋梁 - 羅漢橋 - 鹿島橋 - 搦目橋 - 鷹の巣橋（下流側）